# Campionato olandese di hockey su pista
Il campionato olandese è il massimo campionato olandese di hockey su pista. Il torneo è stato istituito nel 1947 ed è organizzato dalla Federazione di pattinaggio dei Paesi Bassi. I vincitori di tale torneo si fregiano del titolo di campioni dei Paesi Bassi.

## Formula
Al campionato prendono parte generalmente 4 squadre. Il torneo si svolge secondo la formula del girone all'italiana: ogni formazione affronta tutte le altre due volte, una presso la propria pista (partita in casa), una presso la pista avversa (partita in trasferta). Vengono assegnati tre punti alla squadra che vince una partita, un punto a ciascuna squadra in caso di pareggio e zero alla squadra sconfitta. La classifica viene stilata in base ai punti conseguiti complessivamente; al termine del campionato la squadra 1ª classificata viene proclamata campione dei Paesi Bassi.

## Albo d'oro
| Edizione | Vincitore              |
| -------- | ---------------------- |
| 1947     | Marathon               |
| 1948     | Residentie             |
| 1949     | Residentie             |
| 1950     | Residentie             |
| 1951     | Marathon               |
| 1952     | Residentie             |
| 1953     | Residentie             |
| 1954     | Residentie             |
| 1955     | Edizione non disputata |
| 1956     | Marathon               |
| 1957     | Hollandia              |
| 1958     | Hollandia              |
| 1959     | Residentie             |
| 1960     | Hollandia              |
| 1961     | Hollandia              |
| 1962     | Internos               |
| 1963     | Internos               |
| 1964     | Marathon               |
| 1965     | Residentie             |
| 1966     | Residentie             |
| 1967     | Residentie             |
| 1968     | Residentie             |
| 1969     | Residentie             |
| 1970     | Lichtstad              |
| 1971     | Dordt                  |
| 1972     | Dordt                  |
| 1973     | Hollandia              |
| 1974     | Lichtstad              |
| 1975     | Lichtstad              |
| 1976     | Residentie             |
| 1977     | Lichtstad              |
| 1978     | Lichtstad              |
| 1979     | Lichtstad              |
| 1980     | Dennenberg             |
| 1981     | Lichtstad              |
| 1982     | Dennenberg             |
| 1983     | Lichtstad              |
| 1984     | Lichtstad              |

| Edizione | Vincitore              |
| -------- | ---------------------- |
| 1985     | Residentie             |
| 1986     | Dennenberg             |
| 1987     | Dennenberg             |
| 1988     | Dennenberg             |
| 1989     | Dennenberg             |
| 1990     | Dennenberg             |
| 1991     | Dennenberg             |
| 1992     | Lichtstad              |
| 1993     | Lichtstad              |
| 1994     | Edizione non disputata |
| 1995     | AGOR                   |
| 1996     | AGOR                   |
| 1997     | AGOR                   |
| 1998     | Valkenswaardse         |
| 1999     | AGOR                   |
| 2000     | Lichtstad              |
| 2001     | Lichtstad              |
| 2002     | Marathon               |
| 2003     | Marathon               |
| 2004     | Valkenswaardse         |
| 2005     | Valkenswaardse         |
| 2006     | Valkenswaardse         |
| 2007     | Valkenswaardse         |
| 2008     | Valkenswaardse         |
| 2009     | Valkenswaardse         |
| 2010     | Valkenswaardse         |
| 2011     | Valkenswaardse         |
| 2012     | Lichtstad              |
| 2013     | Lichtstad              |
| 2014     | Lichtstad              |
| 2015     | Marathon               |
| 2016     | Valkenswaardse         |
| 2017     | Edizione non disputata |
| 2018     | Valkenswaardse         |

### Riepilogo vittorie per squadra
| Club           | Titoli | Edizioni vinte                                                                                 |
| Lichtstad      | 16     | 1970, 1974, 1975, 1977, 1978, 1979, 1981, 1983, 1984, 1992, 1993, 2000, 2001, 2012, 2013, 2014 |
| Residentie     | 14     | 1948, 1949, 1950, 1952, 1953, 1954, 1959, 1965, 1966, 1967, 1968, 1969, 1976, 1985             |
| Valkenswaardse | 11     | 1998, 2004, 2005, 2006, 2007, 2008, 2009, 2010, 2011, 2016, 2018                               |
| Dennenberg     | 8      | 1980, 1982, 1986, 1987, 1988, 1989, 1990, 1991                                                 |
| Marathon       | 7      | 1947, 1951, 1956, 1964, 2002, 2003, 2015                                                       |
| Hollandia      | 5      | 1957, 1958, 1960, 1961, 1973                                                                   |
| AGOR           | 4      | 1995, 1996, 1997, 1999                                                                         |
| Internos       | 2      | 1962, 1963                                                                                     |
| Dordt          | 2      | 1971, 1972                                                                                     |